# San Juan Tabaá
San Juan Tabaá là một đô thị thuộc bang Oaxaca, México. Năm 2005, dân số của đô thị này là 1091 người.